# Verlag Hentrich & Hentrich
Der Verlag Hentrich & Hentrich ist ein Verlagshaus für jüdische Kultur und Zeitgeschichte aus Berlin/Leipzig.

## Geschichte
Die Edition Hentrich wurde 1982 durch den Verleger Gerhard Hentrich (1924–2009) gegründet, dessen Mutter im nationalsozialistischen Sprachgebrauch „Halbjüdin“ war. Die Edition Hentrich wurde von Gerhard Hentrich 1998 verkauft. Im Herbst 1998 wurde in Teetz ein neuer Verlag von Harald und Gerhard Hentrich gegründet, der Verlag Hentrich & Hentrich. Seit 2010 ist die Politikwissenschaftlerin Nora Pester (* 1977) Inhaberin und Verlegerin; sie hat den Verlag in der Mitte Berlins neu gegründet. Sitz des Unternehmens von 2010 bis 2018 war das alte Buchgewerbehaus in der Wilhelmstraße in Berlin-Mitte. Seit 1. September 2018 hat der Verlag seinen Hauptsitz in Leipzig, zunächst im Haus des Buches (Leipzig). Seit 1. Juli 2023 ist der Hentrich & Hentrich Verlag im Capa-Haus ansässig, einer der wichtigsten Leipziger Erinnerungsstätten an den Nationalsozialismus und die Befreiung 1945. Auch nach dem Umzug führt der Verlag weiterhin den Zusatz „Berlin“ im Namen, der vollständige Verlagsname lautet daher „Hentrich & Hentrich Verlag Berlin Leipzig“.

## Programm
Der Hentrich & Hentrich Verlag hat sich als einziger Buchverlag im deutschsprachigen Raum ausschließlich auf Veröffentlichungen zu jüdischer Kultur und Zeitgeschichte in einem Umfang von über 50 Neuerscheinungen pro Jahr spezialisiert, u. a. in Zusammenarbeit mit Institutionen wie Moses Mendelssohn Zentrum für europäisch-jüdische Studien, Centrum Judaicum, Stiftung Topographie des Terrors, Bundes- und Landeszentralen für politische Bildung, Bet Debora e. V., Jüdisches Museum München, Jüdisches Kulturmuseum Augsburg-Schwaben, Selma Stern Zentrum Jüdische Studien Berlin-Brandenburg, Akademie der Künste, Zentralrat der Juden in Deutschland oder Gedenkstätte Haus der Wannseekonferenz. In der Reihe „Jüdische Miniaturen“ sind mehr als 300 biographische Bände erschienen (Stand 2023).

## Auszeichnungen
- 2020: Kurt-Wolff-Förderpreis[8]
- 2020: Deutscher Verlagspreis
- 2022, 2024: Sächsischer Verlagspreis[9][10]
- 2023: Deutscher Verlagspreis[11]